# Microsoft Office 95
Microsoft Office 95, znany również jako Microsoft Office for Windows 95 – wersja pakietu Microsoft Office wydana 24 sierpnia 1995 r., wraz z systemem Windows 95. Jest następcą pakietu Office 4.3 i pierwszą 32-bitową wersją pakietu Microsoft Office. Zaprojektowany specjalnie dla systemu Windows 95, działa również w systemach Windows NT 3.51, Windows NT 4.0 i Windows 98. Ponieważ jest 32-bitowy, nie działa w systemie Windows 3.1. Nie jest również obsługiwany w systemie Windows NT 3.1 lub Windows NT 3.5, mimo że te systemy są 32-bitowe. Następcą Microsoft Office 95 jest Microsoft Office 97 19 listopada 1996 r. Wsparcie techniczne dla pakietu Microsoft Office 95 zakończyła się 31 grudnia 2001 r., Tego samego dnia co dla systemu Windows 95.

## Komponenty
Microsoft Office 95 zawiera sześć aplikacji: Word (edytor tekstu), Excel (arkusz kalkulacyjny), PowerPoint (edytor prezentacji), Access (baza danych), Schedule+ (aplikacja do zarządzania czasem) i Binder (program do łączenia pracy wymienionych aplikacji). Wersja CD-ROM zawiera także książki Microsoft.
Zgodnie z nazwą pakiet został zaprojektowany specjalnie dla systemu Windows 95. Wcześniej Microsoft wydał pakiet Office 4.2 dla systemu Windows NT dla kilku architektur, który obejmował 32-bitowy Word 6.0 dla Windows NT i Excel 5.0 dla Windows NT, ale PowerPoint 4.0 był 16-bitowy. W przypadku pakietu Office dla Windows 95 wszystkie składniki pakietu były 32-bitowe. Wszystkie programy pakietu Office 95 obsługują OLE 2, co oznacza, że umożliwiają interoperacyjność między sobą, a także wszystkimi innymi aplikacjami obsługującymi ten protokół wymiany danych. Binder używał tego protokołu do powiązania ze sobą obiektów OLE. 
Office dla Windows 95 ma wersję 7.0 zgodną z numerem wersji programu Word. Inne komponenty mają również ten sam numer wersji, aby pokazać, że są one aktualne, poprzednie wersje nie miały numeru 6.0. Poprzednie wersje składników to: Word 6.0, Excel 5.0, PowerPoint 4.0, Schedule + 1.0 i Access 2.0. Binder był wówczas nową aplikacją bez poprzednika.
Microsoft Excel zawierał ukrytą grę (pisankę), podobną do Dooma, zwaną Hall of Tortured Souls, przypisywaną twórcom aplikacji.

## Dodatkowe komponenty
Kilka dodatkowych programów było kompatybilnych z Microsoft Office 95:
- Microsoft Project dla Windows 95 (Wersja 4.1a)
- Microsoft Publisher dla Windows 95 (Wersja 3.0)
- Microsoft FrontPage 1.1
- Office Small Business Pack dla Office 95
- Small Business Financial Manager dla Excel[1].

Inne aktualne produkty firmy Microsoft:
- Microsoft Works 4.0
- Microsoft Money 4.0

## Edycje
Office 95 był dostępny w dwóch wersjach. Zawierały one następujące aplikacje:
- Bookshelf – Tylko w wersji CD-ROM

| Aplikacja  | Standard | Professional |
| ---------- | -------- | ------------ |
| Word       | Tak      | Tak          |
| Excel      | Tak      | Tak          |
| PowerPoint | Tak      | Tak          |
| Schedule+  | Tak      | Tak          |
| Binder     | Tak      | Tak          |
| Access     | Nie      | Tak          |
| Bookshelf  | Nie      | Nie          |

## Aktualizacje
Nie wydano dodatków Service Pack ani Aktualizacji Serwisowych (SR) do pobrania dla pakietu Office dla systemu Windows 95. Wydano 2 zaktualizowane wersje, 7.0a i 7.0b, aby naprawić błędy aplikacji (jedyną różnicą między 7.0a a 7.0b była poprawka dla problemu przerysowywania ekranu w programie PowerPoint). Aktualizacje można było zamówić w dziale pomocy technicznej Microsoft. Aktualizacja do pobrania została wydana w 1999 r. w celu rozwiązania problemu z rokiem 2000.

## Wymagania sprzętowe
Microsoft Office 95 do działania wymagał:
- Procesora: minimum 386DX,
- Systemu operacyjnego: Windows 95, Windows NT 3.51 lub Windows NT 4.0
- Pamięć RAM: minimum 8 MB RAM,
- Miejsca na dysku: od 28 MB (minimalna wersja), do 88 MB (pełna wersja).